# Othonocheirodus
Genre
Othonocheirodus est un genre de poissons téléostéens de la famille des Characidae et de l'ordre des Characiformes. Le genre Othonocheirodus est mono-typique, c'est-à-dire qu'il n'est composé que d'une seule espèce, Othonocheirodus eigenmanni.

## Liste d'espèces
Selon FishBase (12 juin 2015):
- Othonocheirodus eigenmanni Myers, 1927